# Licania affinis
Licania affinis är en tvåhjärtbladig växtart som beskrevs av Karl Fritsch. Licania affinis ingår i släktet Licania och familjen Chrysobalanaceae. Inga underarter finns listade i Catalogue of Life.